# Хелена (Арканзас)
Хелена (англ. Helena) — бывший город в США в округе Филлипс штата Арканзас.

## Описание
Находится в восточном Арканзасе, примерно в 80 км к юго-западу от Мемфиса в штате Теннесси. В 2006 году Хелена объединилась с соседним городом Уэст-Хелена, образовав город Хелена — Уэст-Хелена, который является административным центром округа Филлипс.
Основанный в 1797 году, город Хелена сначала назывался Монтичелло, а затем Сент-Фрэнсис. Будучи портом на реке Миссисипи, он вырос вокруг склада, построенного для барж. В 1811 году сюда зашёл пароход «Новый Орлеан», открыв эпоху расцвета речного судоходства. Округ был назван в честь Сильвануса Филлипса, а поселение было переименовано в 1821 году в честь его дочери. Хелена стала городом в 1833 году, а в 1856 году – городом. Во время Гражданской войны в США она служила складом снабжения Союза, и сражение при Хелене, состоявшаяся 4 июля 1863 года, стала тщетной попыткой конфедератов захватить её.
Местная экономика, традиционно основанная на хлопке и лесоматериалах, стала всё более индустриализированной после Второй мировой войны, особенно в Уэст-Хелене, основанной в 1909 году и получившей статус города в 1917 году. В 1990-х годах было завершено строительство одной из крупнейших гаваней на внутреннем водном пути, что сделало этот район центром промышленного развития. В 2005 году жители Хелены и Уэст-Хелены проголосовали за объединение двух городов, что вступило в силу в 2006 году.
Общественный колледж Филлипса при Университете Арканзаса был основан в Хелене в 1965 году. Национальный лес Озарк — Сент-Фрэнсис находится к северу. Хелену называют «колыбелью дельта-блюза», и каждый октябрь фестиваль блюза «King Biscuit» привлекает поклонников со всего мира. В Хелене также находится Культурный центр Дельты. Население Хелены — Западной Хелены (2010 г.): 12 282 человека; (2020 г.): 9 519 человек.
| 1850 | 2010    |
| ---- | ------- |
| 614  | ↗10 032 |